# Albert Molnár

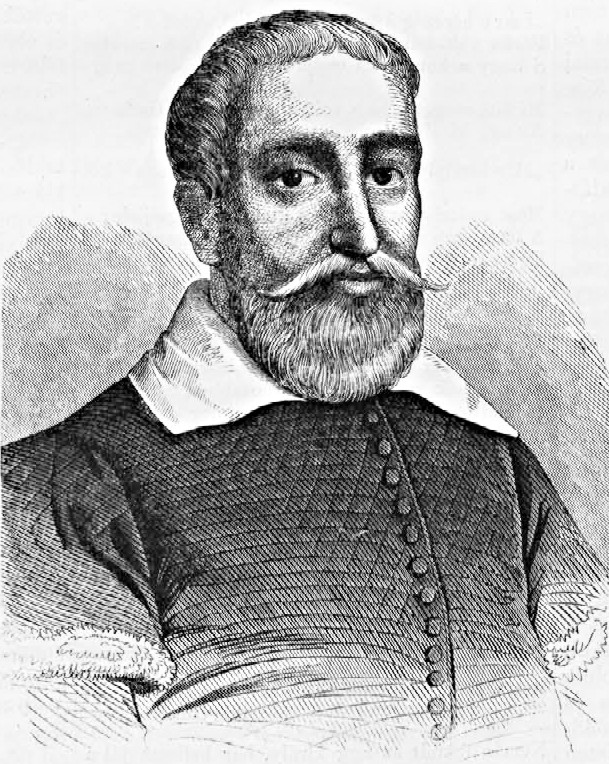
Porträt Albert Szenczi Molnárs

Albert Molnár (* 30. August oder 1. September 1574 in Wartberg (ungarisch Szenc; slowakisch Senec); † 17. Januar 1634 in Klausenburg in Siebenbürgen, heute Cluj-Napoca in Rumänien) vollständig: Albert Szenczi Molnár war reformierter Theologe, Sprachwissenschaftler, Psalmdichter und Wandergelehrter aus Ungarn, 1615–1619 Kantor und Rektor der Lateinschule in Oppenheim.

## Leben
Albert Molnár gehörte nach Herkommen, Bildung und Erziehung der sehr aktiven calvinistischen Minderheit in Ungarn an. Dieses besondere Umfeld beeinflusste wesentlich Molnárs Lebenswerk und seine Wirkung. Wie viele bedeutende Theologen der Reformations- und Gegenreformationszeit war er ein begabter und gründlich durchgebildeter Sprachwissenschaftler. Die fruchtbare Verbindung von Philologie und Theologie ermöglichte ihm seine breite theologische Bildungsarbeit für den ungarischen Sprachraum; seine Bedeutung lässt sich mit der Philipp Melanchthons für Deutschland vergleichen.
Molnár hielt es nie lange an ein und demselben Platz aus. Sein Lebensweg vermittelt den Eindruck eines sehr unruhigen Geistes. Jedoch dürften die zeitweise verwirrenden Verhältnisse in dem zu vier Fünfteln von den Türken besetzten Ungarn zur Unrast des stark heimatverbundenen Gelehrten entscheidend beigetragen haben.
Obwohl er den größten Teil seines Lebens im Ausland (Wittenberg, Strassburg, Heidelberg, Altdorf, Marburg und Oppenheim) arbeitete, lag für ihn immer die Entwicklung in seinem Vaterland im Zentrum seines Interesses. Sein lateinisch-ungarisches Wörterbuch wurde bis zur Mitte des 19. Jahrhunderts benutzt; viele literarische und wissenschaftliche Begriffe wurden zum ersten Mal auf Ungarisch von ihm beschrieben. Seine in Lateinisch verfasste ungarische Grammatik war bis zum 18. Jahrhundert als Handbuch in Gebrauch, dadurch trug Molnár über die wissenschaftsgeschichtliche Bedeutung hinaus zur Einheitlichkeit der ungarischen Sprache bei. Für die reformierte Kirche in Ungarn sind seine Psalmen, die neue, korrigierte Ausgabe der Bibel, die Übersetzung von Calvins Institutio und des Heidelberger Katechismus ein auch heute noch wirkendes Erbe. Albert Molnár hatte auf die Entwicklung der ungarischen literarischen Sprache und der ungarischen Dichtung einen bedeutenden Einfluss.

### Jugend und Schule
Er besuchte die Schule von Wartberg/Szenc und das Gymnasium in Győr (Westungarn), studierte ab 1587 für eineinhalb Jahre die calvinistisch-theologische Akademie in Güns, ungarisch Gönc (Nordungarn) sowie von 1588 bis 1590 in Debrecen.

### Studien und schöpferische Zeit in Deutschland
Ungarn war wegen der türkischen Herrschaft wirtschaftlich, politisch, vor allem aber geistig vom übrigen Europa abgetrennt. Molnár ging im November 1590 nach Deutschland, um sich wissenschaftlich weiterzubilden sowie geistige vor allem theologische Impulse aufzunehmen und an seine ungarischen Landsleute weiterzugeben. Dies war der Beginn eines Lebens in fortwährender Wanderschaft, ohne dass man sagen kann, ob die äußeren Umstände oder seine innere Unrast der Hauptantrieb waren.
Er besuchte die Universitäten Wittenberg, Universität Heidelberg, Herborn, Straßburg und Altdorf teils als Lernender, teils als Lehrender, unternahm eine Bildungsreise durch die Schweiz, der Heimat des Calvinismus und durch Italien.
Mit kaum 20 Jahren musste er sich auf theologischem Gebiet schon einen Namen gemacht haben, denn calvinistische Fürsten wie Landgraf Moritz von Hessen-Kassel und die Kurfürsten Friedrich IV. und Friedrich V. von der Pfalz unterstützten ihn finanziell.
1595 erhielt der erst 21-jährige Molnár wegen seiner Kenntnisse ein Lehramt in Straßburg. Als engagierter Calvinist bekam er allerdings Schwierigkeiten und schied nach drei Jahren aus dem akademischen Kollegium aus. Molnár wechselte daraufhin nach Genf.
Von Genf kam er nach Heidelberg und trat in nähere Beziehungen zu Martin Opitz.
Nach Ungarn zurückgekehrt, musste er feststellen, dass er sich den kaum überschaubaren ungarischen Verhältnissen entfremdet hatte und ging nach Frankfurt am Main.
Die reiche Handelsmetropole war allerdings lutherisch und schob die unbequemen Calvinisten gerne ab, weil man mit dem Kaiser im Hinblick auf die hier stattfindenden Kaiserwahlen keine Schwierigkeiten haben wollte.
Molnár ging 1603 an die Hochschule zu Altdorf bei Nürnberg, die damals einen guten Ruf hatte. Er arbeitete dort eng mit dem Philologen Konrad Rittershausen zusammen und gab die Elementa Grammatica Latinae heraus sowie ein ungarisch-lateinisch-griechisches Wörterbuch, das 1604 in Nürnberg gedruckt wurde. Dieses Wörterbuch war wegen seiner Qualität zweihundert Jahre lang in Ungarn gültig, wobei man bedenken muss, dass in Ungarn bis in die Mitte des 19. Jahrhunderts Latein die gültige Amtssprache war.
Kaiser Rudolf II. konnte er ein Exemplar persönlich überreichen. Es bahnten sich persönliche Beziehungen zu Johannes Kepler an, der damals Hofastrolog bei Kaiser Rudolf war.
In Altdorf arbeitete er an seinem Hauptwerk, dem Psalterium Hungaricum, der Übertragung der Psalmen Davids ins Ungarische in einer besonderen Versform, also einer Nachdichtung. Er nahm die deutsche Version von Ambrosius Lobwasser als Grundlage, benutzte aber auch die französische Version von Clément Marot und Théodore de Bèze. Um seine Dichtung an die Melodien des Genfer Psalter von Claude Goudimel und Loys Bourgeois anzupassen, verwendete er vielfältige Versformen, die bis dahin in der ungarischen Sprache nicht üblich waren.
In den Jahren 1607 bis 1611 hielt sich Molnár unter der Gönnerschaft des Landgrafen Moritz in Marburg auf, wo er noch einmal die ungarische Bibelübersetzung überarbeitete und die erste fundierte Grammatik der ungarischen Sprache schrieb, die bis dahin nur Volkssprache gewesen war.

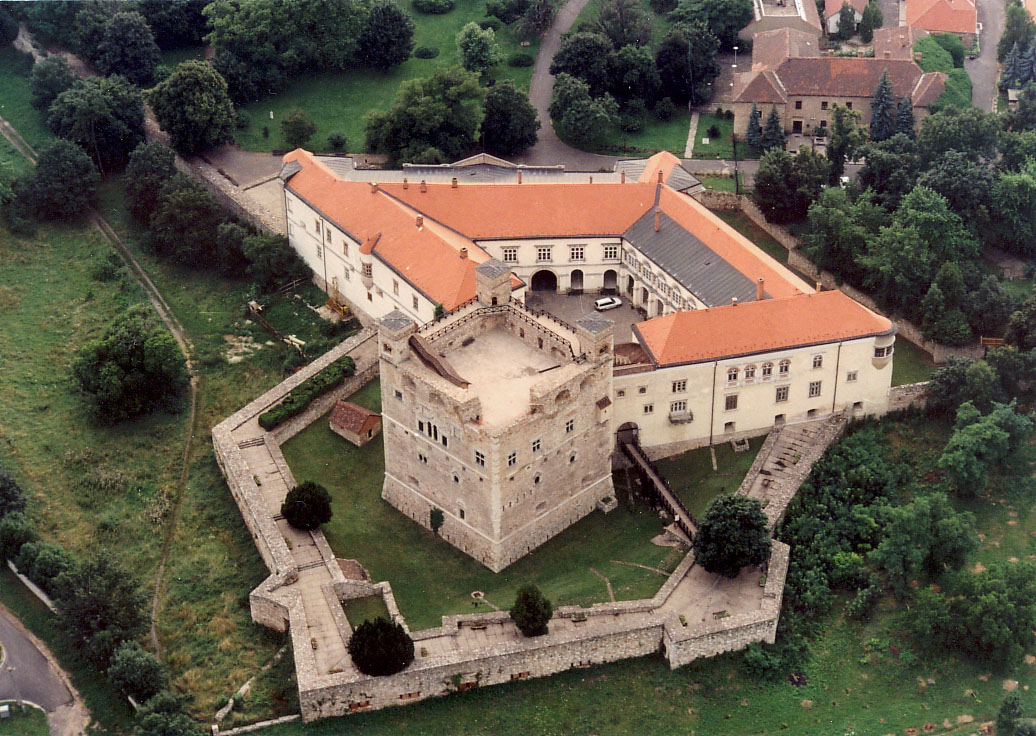
Burg Sárospatak

### Ungarische Zwischenzeit nach Wurzbach
Molnár folgte nach Straßburg 1598 einem Ruf aus seiner Heimat und übernahm ein Lehramt an der Schule des kalvinistischen Sárospatak in Ostungarn (Komitat Semplin). Die Stadt war von den Fürsten Rákóczi durch den Ausbau von Bildungseinrichtungen zu einem „Athen am Bodrog“ oder „calvinistisches Athen“ aufgewertet worden.
Darauf erhielt er die Stelle eines Direktors der Schule in Gyulafehérvár (heute Alba Iulia) durch Fürst Gábor Bethlen von Siebenbürgen angeboten. Familie Batthyány wollte ihn in gleicher Eigenschaft an die Schule in Német-Ujvar im damaligen Deutsch-Westungarn (heute Burgenland) holen. Molnár schlug beide Offerten aus und übernahm schließlich zurück in Deutschland die Direktorenstelle in Oppenheim.

### Erste Oppenheimer Zeit
Der Grund für seinen Aufenthalt in Oppenheim ist sicher in der Schutzherrenfunktion der pfälzischen Kurfürsten Friedrich IV. und Friedrich V. für den Calvinismus zu suchen. Oppenheim erlebte zu Beginn des siebzehnten Jahrhunderts eine zweite Blüte als Druckerstadt. Frankfurter Verlage und Druckereien (was betrieblich gesehen meist dasselbe war) mit calvinistischen Tendenzen waren inzwischen ganz oder teilweise nach Oppenheim ausgewichen. Viele calvinistische Schriften, die in den meisten deutschen und europäischen Ländern weder hergestellt noch verbreitet werden durften, wurde damals in Oppenheim gedruckt und gelangten von da auf Schleichwegen in jene Länder, darunter auch Literatur in ungarischer Sprache.
Molnár arbeitete in Oppenheim als Lektor und Korrektor. Allein anhand der literarischen Publikationen Molnárs ist festzustellen, dass damals erstaunlich viel ungarische Druckwerke in Deutschland (Nürnberg, Herborn, Heidelberg, Oppenheim, Hanau, Augsburg) verlegt und hergestellt wurden. Bei Hieronymus Galler in Oppenheim, einer renommierten Großdruckerei, brachte Molnár die zweite Auflage seiner umfangreichen Bibelübersetzung heraus. Im November 1611 heiratete er in Oppenheim eine Marburger Bürgerstochter. Er wurde dadurch aber nicht sesshaft, sondern kehrte unmittelbar nach der Hochzeit mit seiner Frau nach Ungarn zurück.

### Zweite Oppenheimer Zeit
Wegen der politischen Verhältnisse in Ungarn war es ihm nicht möglich, öffentlich zu wirken. Er kehrte seiner Heimat erneut den Rücken. 1614 tauchte er in Hanau, kurze Zeit danach in Amberg und ein Jahr später wieder in Oppenheim auf. In dieser ihm Asyl gewährenden Stadt wirkte er als Kantor der Lateinschule und von 1617 bis 1619 als deren Rektor. Die Oppenheimer Lateinschule war nach ihrer Neugründung 1561 durch Heidelberger Humanisten ein geachtetes Lehrinstitut, bis im Dreißigjährigen Krieg die spanischen Besatzungstruppen Spinolas dem ein Ende machten. Die Berufung Molnárs zum Rektor war ein ehrenvoller Auftrag, den man nicht jedem gegeben hätte. In den Heidelberger Universitätsmatrikeln finden sich die Namen erstaunlich vieler Studenten, die aus der Oppenheimer Schule jener Zeit hervorgegangen sind.
Daneben arbeitete er an weiteren Publikationen: er dichtete Kirchenlieder, erarbeitete einen reformierten Katechismus, edierte ein Gebetbuch und übersetzte die Institutio Christianae Religionis Calvins ins Ungarische. Die Werke wurden teils in Oppenheim, teils in Heidelberg verlegt und gedruckt.

### Der Ausbruch des Dreißigjährigen Krieges
Molnárs Gönner Kurfürst Friedrich V. von der Pfalz hatte sich auf das Abenteuer des böhmischen Königtums eingelassen und in der Schlacht am Weißen Berge vor Prag Land und Krone und auch sein Stammland, die Pfalz verloren. Molnár ging von Oppenheim nach Heidelberg. Bei der Einnahme der Stadt durch Tillys Truppen wurde Molnár körperlich schwer misshandelt (gefoltert). Er verließ die Stadt und kehrte in die ungarische Heimat zurück.
Doch dort hielt es ihn wiederum nicht lange. Noch vor Ablauf eines Jahres kam er über Heidelberg nach Hanau, nachdem die Kurpfalz von spanischen Truppen besetzt blieb. Die Grafen von Hanau gaben den calvinistischen Glaubensflüchtlingen Asyl, bis auch sie sich dem Wiener Hof beugen mussten.

### Letzte Lebensjahre in Siebenbürgen
Nach zwei Hanauer Jahren kehrte Molnár in seine Heimat zurück und lebte ab 1624 in Kassa (heute slowakisch Košice). 1629 folgte Molnár dem Ruf seines Gönners Gábor Bethlen und ging nach Siebenbürgen. Das Nebenland der ungarischen Krone hatte sich in den Türkenkriegen weitgehend selbständig gemacht. Der Sultan in Konstantinopel übte nur eine lockere Oberherrschaft aus. Konfessionsauseinandersetzungen interessierten die Osmanische Herrschaft nicht. In Siebenbürgen herrschte praktisch Toleranz und Religionsfreiheit. Fürst Gábor Bethlen von Siebenbürgen war ein Mäzen der Künstler und Humanisten und trat für den Protestantismus ein. Allerdings starb er während der Reise seines Schützlings nach Klausenburg. Daher sind die Aussagen für die letzten Lebensjahre bis zum Januar 1634 nicht einheitlich. Während einige Chronisten sich darauf beschränken, Molnár habe mit seiner Familie in Klausenburg endgültig Sitz und Ruhe gefunden, betont von Wurzbach, dass Molnár ohne seinen Gönner ohne Mittel und Stelle schließlich 1634 in kümmerlichen Verhältnissen starb.

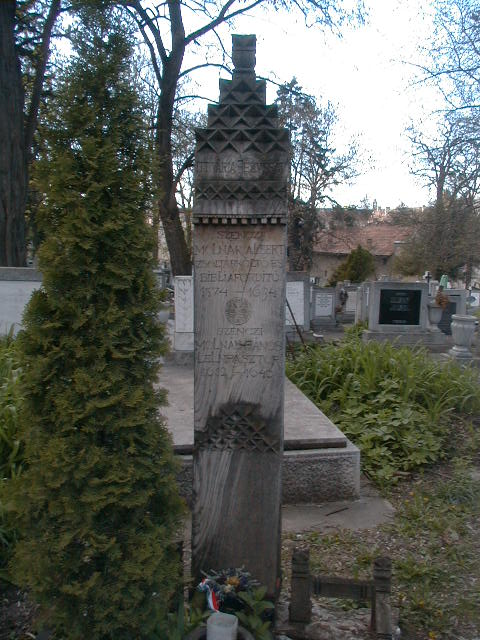
Sein Grab in Klausenburg

## Wertungen und Nachrufe
Molnár galt als einer der bedeutendsten Gelehrten seiner Zeit, ein gebildeter und gründlicher Vertreter des Fortschritts „und als solcher das gewöhnliche Los derselben theilend, Schlechtigkeit und Mittelmäßigkeit sich vorgezogen zu sehen, vom Mißgeschick verfolgt und im eigenen Vaterlande am wenigsten gewürdigt zu sein“.
Zwei Freunde verfassten Distichen zu seinem Tod:
- Johann Heinrich Alsted: „Hungariae cunas, curas calami thalamique | debeo Teutoniae, Dacia dat tumulum“
- Johann Heinrich Bisterfeld: „Musa mihi favit, sed non fortuna, fuitque | Teutonia auxilium, sed patria exilium“, dessen zweite Zeile (Deutschland die Zuflucht, das Vaterland die Fremde) als Grabinschrift sein Leben kennzeichnet.

## Porträts
Der schon früh bekannte Molnár wurde etwa 60 Jahre alt.
Von den vier hier wiedergegebenen Porträts dürften die ersten beiden in etwa zur gleichen Zeit entstanden sein und das letzte laut Bildunterschrift in der Buchquelle etwa 1624 in Hanau vor seiner endgültigen Übersiedlung nach Siebenbürgen.

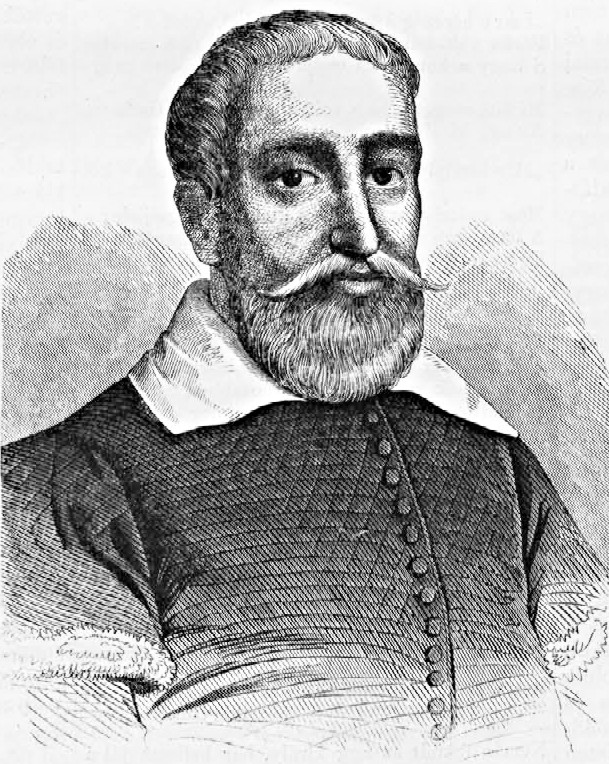
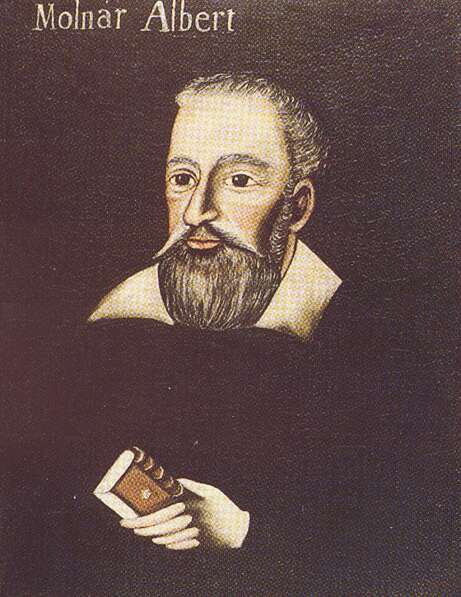
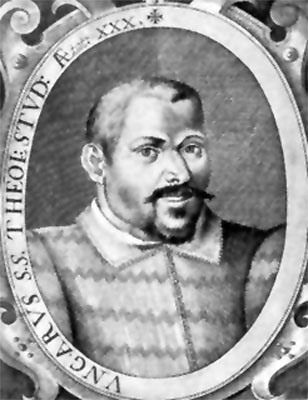
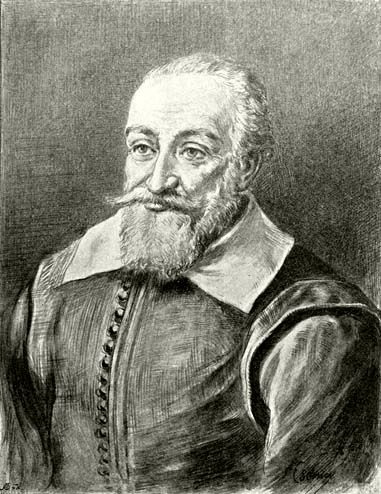

## Werke
Molnár überarbeitete zweimal die erste ungarische Bibelübersetzung (zweite Auflage bei Hieronymus Galler in Oppenheim) und übersetzte die Psalmen ins Ungarische, wozu mehr als nur sprachwissenschaftliche Fähigkeiten gehören. Er verfasste außerdem ein in 1604 in Nürnberg erschienenes ungarisch-lateinisch-griechisches Wörterbuch Elementa Grammatica Latinae.
Der Katalog der Deutschen Nationalbibliothek verzeichnet folgende Werke:
- Dictionarium 1604, Szenci Molnár Albert szótára : az Országos Széchényi Könyvtár és a Károli Gáspár Református Egyetem tudományos ülésszaka, 2004. október 29. = Dictionarium 1604, das Wörterbuch von Albert Molnár : Nationalbibliothek Széchényi und Károli Gáspár, Universität der Ungarländischen Reformierten Kirche, Wissenschaftliche Tagung, 29. Oktober 2004 / Országos Széchényi Könyvtár. [Szerk. Szabó András (Hrsg.)] DNB 1132644070
- Claude Goudimel und Albert Szenczi Molnár: Három Zsoltár : 1., 23., 121. ; Négy hangra / fordította és versbe foglalta (1607) Szenczi Molnár Albert hugenotta dallam szerint (1565) Goudimel Kolos, DNB 362486549
- Szenczi Molnár, Albert (Übersetzer) ; Borsos, Miklós (Illustrator) ; Ginács, László (Gestalter): Psalterium Ungaricum : Szent David királynak és prófétának százötven zsoltári. DNB 993641709

Das Verzeichnis der im deutschen Sprachbereich erschienenen Drucke des 16. Jahrhunderts (VD 16) enthält 19 Einträge siehe VD16.
Das Verzeichnis der im deutschen Sprachbereich erschienenen Drucke des 17. Jahrhunderts (VD 17) enthält 25 Einträge siehe VD17.